# قصر تيسينت
قصر تيسينت هو قصرٌ (قريةٌ محصنة) في المغرب، يقعُ في منطقة تيسينت. بني هذا القصر بتقنية التربة المدكوكة، حيثُ استعمل فيه الطين.